# Michel Gill
Michel Gill (ur. 16 kwietnia 1960 w Nowym Jorku) – amerykański aktor teatralny, telewizyjny i filmowy.

## Życiorys
Kształcił się początkowo na Tufts University, porzucił te studia na rzecz aktorstwa w Juilliard School. Jako aktor teatralny występował m.in. na Broadwayu w 2008 w sztuce A Man for All Seasons, a także w spektaklach off-broadwayowskich. Sporadycznie pojawiał się w produkcjach filmowych i telewizyjnych. Rozpoznawalność przyniosła mu drugoplanowa rola prezydenta USA Garretta Walkera w House of Cards, w którą wcielał się w dwóch pierwszych sezonach tego serialu (2013–2014). W 2015 dołączył do obsady serialu Mr. Robot.
W 1998 zawarł związek małżeński z aktorką Jayne Atkinson, również grającą w serialu House of Cards.

## Filmografia
- 2003: Prawo i porządek: Zbrodniczy zamiar (serial TV)
- 2013: House of Cards (serial TV)
- 2013: Żona idealna (serial TV)
- 2014: Impersonalni (serial TV)
- 2015: Forever (serial TV)
- 2015: Condemned
- 2015: Mr. Robot (serial TV)
- 2017: Ray Donovan (serial TV)
- 2022: Pozłacany wiek (serial TV)[3]